# Cmentarz prawosławny w Ubrodowicach (stary)
Cmentarz prawosławny w Ubrodowicach – nekropolia w Ubrodowicach, utworzona prawdopodobnie w XIX w. jako unicka, w 1875 przemianowana na prawosławną, użytkowana do końca II wojny światowej.

## Historia i opis
Cmentarz został urządzony najprawdopodobniej w XIX w. w sąsiedztwie unickiej cerkwi św. Eliasza w Ubrodowicach. Wskutek likwidacji unickiej diecezji chełmskiej w 1875 zarówno świątynia, jak i cmentarz przeszły w ręce Cerkwi prawosławnej. W 1924 cerkiew św. Eliasza została zrewindykowana na rzecz Kościoła rzymskokatolickiego, parafii prawosławnej we wsi nigdy nie restytuowano, jednak faktycznie ubrodowicka świątynia nigdy nie została czynnym kościołem – miejscowa ludność prawosławna uniemożliwiła rzymskokatolickiemu kapłanowi rekoncyliację obiektu sakralnego. Nieczynna cerkiew została ostatecznie zniszczona podczas akcji polonizacyjno-rewindykacyjnej w 1938, natomiast  cmentarz był użytkowany przez miejscową ludność prawosławną do końca II wojny światowej i wysiedlenia prawosławnych Ukraińców. W kolejnych latach został porzucony i popadł w ruinę. Prawosławni mieli w Ubrodowicach jeszcze nowy cmentarz, położony w granicach zabudowy wsi przy drodze do Horodła, który został całkowicie zniszczony; w jego miejscu znajduje się obecnie kaplica rzymskokatolicka.
Na początku lat 90. XX wieku na terenie nekropolii znajdowały się trzy kamienne krzyże i jeden drewniany datowany na r. 1901, z inskrypcjami cerkiewnosłowiańskimi. Zachowała się także drewniana kapliczka. Cmentarz był całkowicie zdewastowany i porośnięty drzewami (czereśnia, jarzębina, robinia) oraz krzewami czarnego bzu, śnieguliczki, bzu lilaka, tarniny, malin.